# Shūkan Manga Action
Shūkan Manga Action (週刊漫画アクション Shūkan Manga Akushon?) es una revista japonesa de manga seinen publicada en forma semanal por Futabasha Publishers. La revista fue fundada en julio de 1967 como Shūkan Manga Action. 

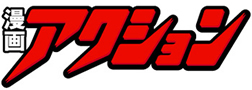
Logotipo de Shūkan Manga Action en japonés.

Shūkan Manga Action ha tenido entre sus páginas varias series de manga como Lupin III de Monkey Punch o Crayon Shin-chan de Yoshito Usui. 